# Monte Terza Piccola
Il monte Terza Piccola (2333 m s.l.m.) appartiene al gruppo delle Terze nell'alto Cadore, tra le Alpi Carniche e le Dolomiti. È la cima più bassa di tale gruppo; sorge tra i comuni di Sappada (UD) e San Pietro di Cadore (BL), dominando tali centri abitati. Non è così piccola come può sembrare, infatti separa la valle di Sappada da quella del Comelico Inferiore; i primi salitori furono cacciatori locali e tipografi. È separata dalle altre due Terze (Grande e Media) dalla sella del Passo della Digola. Dalla sua cima si osserva il panorama della valle di Sappada, del Comelico e delle montagne circostanti.